# Tes (cheval)
Pour les articles homonymes, voir Tes.
Le Tes est un type polyvalent et résistant de la race du cheval mongol, originaire de l'Ouest de la Mongolie, dans la région du bassin de la rivière Tes. Employé tant pour le transport que pour sa viande et le lait des juments, il est considéré comme améliorateur en croisement avec les autres chevaux mongols, notamment grâce à sa forte productivité laitière. La race est commune.

## Histoire
Il constitue l'une des cinq lignées répertoriées chez le cheval mongol, entre autres par CAB International, et provient plus particulièrement du bassin de la rivière Tes, dans l'Ouest du pays.

## Description
Des différences de morphologie, de taille, de couleur de robe, de vitesse, d'endurance et de productivité existent entre les lignées de chevaux mongols,. Le Tes tend à être plus développé que les autres. Il toise de 1,30 m à 1,33 m selon l'étude de CAB International. Le Tes présente des jambes plus longues que le cheval mongol classique, avec une crinière, une queue et un pelage épais, et des sabots larges. Ces caractéristiques lui permettent de résister à de très fortes amplitudes thermiques, avec des températures hivernales de −50°.
Les robes les plus communes sont l'alezan, le bai et le bai-brun.
Il est réputé pour sa capacité à se déplacer rapidement à allures constantes.

## Utilisation
C'est un petit cheval polyvalent, utilisé tant pour le transport que pour la course de chevaux, élevé pour sa viande et le lait des juments. Il est aussi employé en croisement avec les autres chevaux mongols, car considéré comme une ressource génétique amélioratrice.
Les juments produisent en moyenne 0,3 litre de lait par jour, soit 22 litres pendant 90 jours de lactation.

## Diffusion de l'élevage
Le Tes est une race indigène à la Mongolie. En 2002, les effectifs recensés pour l'Organisation des Nations unies pour l'alimentation et l'agriculture se montent à 13 300 têtes. La lignée semble globalement répandue, le recensement de 2004 donnant 13,3 hardes, et précisant que la race est largement utilisée et diffusée.
L'étude menée par l'université d'Uppsala en 2010 considère le Tes comme une race de chevaux locale qui n'est pas menacée d'extinction.